# Ahmed Daher
Ahmed Hassan Daher (Yibuti, 17 de octubre de 1982) es un futbolista yibutiano. Juega de delantero y su equipo actual es el FC Niutao de la División-A de Tuvalu.

## Trayectoria
Ahmed Daher es un futbolista yibutiense que nunca ha jugado en la liga de su país. Viajó muy joven a Tuvalu para realizar su carrera futbolística; consiguiendo el debut en la temporada 2004/2005 con el FC Niutao, club en el cual juega hasta la actualidad.

## Selección nacional
Para el proceso clasificatorio al Mundial Sudáfrica 2010, fue convocado por el técnico Ahmed Hussein para jugar el partido de primera fase ante Somalia. Entró como sustituto de Hassan Said al minuto 87', con triunfo final para Yibuti and debuted against Uganda in 2007. He played in three qualifying matches for the 2010 FIFA World Cup por 1-0 que le valió la clasificación a la Segunda Fase.
Ya en la segunda fase, el técnico Mohamed Abar lo tuvo pocas veces en cuenta. De los cuatro cotejos que disputó Yibuti, sólo jugó el primer partido contra Malaui de visita, con resultado final de 8-1 a favor de este último. Daher marcó el transitorio 2-1 a los 23'. Cuando entró Ahmed Abdelmonem a la dirección técnica de la selección verde, no lo convocó para el partido contra Malaui de local, pero sí contra Egipto de visita, actuando hasta los 90', cuando fue reemplazado por Hussein Yassin.
Formó parte de su selección en las ediciones de la Copa CECAFA de los años 2007, 2008 y 2009.
Es el goleador de la Selección de Yibuti con 4 goles, junto con Abdulrahman Okishi.

## Clubes
| Club      | País   | Año    |
| --------- | ------ | ------ |
| FC Niutao | Tuvalu | 2004 - |